# Cenk Tosun
Cenk Tosun (Wetzlar, Alemania, 7 de junio de 1991) es un futbolista turco que juega como delantero en el Fenerbahçe S. K. de la Superliga de Turquía.

## Selección nacional
Es internacional con la selección de Turquía, con la que debutó en el año 2013. Formó parte de los equipos que participaron en la Eurocopa 2016 y Eurocopa 2024.

### Participaciones en Eurocopas
| Copa          | Sede     | Resultado        | Partidos | Goles |
| ------------- | -------- | ---------------- | -------- | ----- |
| Eurocopa 2016 | Francia  | Primera fase     | 2        | 0     |
| Eurocopa 2024 | Alemania | Cuartos de final | 2        | 1     |

## Estadísticas

### Clubes
| Club                              | Div.          | Temporada     | Liga  | Liga  | Copas nacionales | Copas nacionales | Copas internacionales | Copas internacionales | Total | Total | Media goleadora |
| Club                              | Div.          | Temporada     | Part. | Goles | Part.            | Goles            | Part.                 | Goles                 | Part. | Goles | Media goleadora |
| --------------------------------- | ------------- | ------------- | ----- | ----- | ---------------- | ---------------- | --------------------- | --------------------- | ----- | ----- | --------------- |
| Eintracht Fráncfort II · Alemania | 4.ª           | 2008-09       | 2     | 0     | 0                | 0                | —                     | —                     | 2     | 0     | 0               |
| Eintracht Fráncfort II · Alemania | 4.ª           | 2009-10       | 2     | 1     | 0                | 0                | —                     | —                     | 2     | 1     | 0,5             |
| Eintracht Fráncfort · Alemania    | 1.ª           | 2009-10       | 1     | 0     | 0                | 0                | —                     | —                     | 1     | 0     | 0               |
| Eintracht Fráncfort · Alemania    | Total club    | Total club    | 1     | 0     | 0                | 0                | 0                     | 0                     | 1     | 0     | 0               |
| Eintracht Fráncfort II · Alemania | 4.ª           | 2010-11       | 13    | 11    | 0                | 0                | —                     | —                     | 13    | 11    | 0,84            |
| Eintracht Fráncfort II · Alemania | Total club    | Total club    | 17    | 12    | 0                | 0                | 0                     | 0                     | 17    | 12    | 0,71            |
| Gaziantepspor Turquía             | 1.ª           | 2010-11       | 14    | 10    | 3                | 0                | —                     | —                     | 17    | 10    | 0,58            |
| Gaziantepspor Turquía             | 1.ª           | 2011-12       | 32    | 6     | 7                | 6                | 4                     | 0                     | 43    | 12    | 0,27            |
| Gaziantepspor Turquía             | 1.ª           | 2012-13       | 32    | 10    | 3                | 1                | —                     | —                     | 35    | 11    | 0,31            |
| Gaziantepspor Turquía             | 1.ª           | 2013-14       | 31    | 13    | 1                | 1                | —                     | —                     | 32    | 14    | 0,43            |
| Gaziantepspor Turquía             | Total club    | Total club    | 109   | 39    | 14               | 8                | 4                     | 0                     | 127   | 47    | 0,37            |
| Beşiktaş J. K. Turquía            | 1.ª           | 2014-15       | 18    | 5     | 2                | 3                | 8                     | 1                     | 28    | 9     | 0,32            |
| Beşiktaş J. K. Turquía            | 1.ª           | 2015-16       | 29    | 8     | 8                | 7                | 6                     | 2                     | 43    | 17    | 0,39            |
| Beşiktaş J. K. Turquía            | 1.ª           | 2016-17       | 33    | 20    | 2                | 0                | 12                    | 4                     | 47    | 24    | 0,51            |
| Beşiktaş J. K. Turquía            | 1.ª           | 2017-18       | 16    | 8     | 2                | 2                | 6                     | 4                     | 24    | 14    | 0,58            |
| Everton F. C. Inglaterra          | 1.ª           | 2017-18       | 14    | 5     | 0                | 0                | —                     | —                     | 14    | 5     | 0,36            |
| Everton F. C. Inglaterra          | 1.ª           | 2018-19       | 25    | 3     | 4                | 1                | —                     | —                     | 29    | 4     | 0,14            |
| Everton F. C. Inglaterra          | 1.ª           | 2019-20       | 5     | 1     | 3                | 0                | —                     | —                     | 8     | 1     | 0,13            |
| Crystal Palace F. C. Inglaterra   | 1.ª           | 2019-20       | 5     | 1     | —                | —                | —                     | —                     | 5     | 1     | 0,2             |
| Crystal Palace F. C. Inglaterra   | Total club    | Total club    | 5     | 1     | 0                | 0                | 0                     | 0                     | 5     | 1     | 0,2             |
| Everton F. C. Inglaterra          | 1.ª           | 2020-21       | 5     | 0     | 2                | 1                | —                     | —                     | 7     | 1     | 0,14            |
| Beşiktaş J. K. Turquía            | 1.ª           | 2020-21       | 3     | 3     | 1                | 0                | —                     | —                     | 4     | 3     | 0,75            |
| Everton F. C. Inglaterra          | 1.ª           | 2021-22       | 1     | 0     | 2                | 0                | —                     | —                     | 3     | 0     | 0               |
| Everton F. C. Inglaterra          | Total club    | Total club    | 50    | 9     | 11               | 2                | 0                     | 0                     | 61    | 11    | 0,18            |
| Beşiktaş J. K. Turquía            | 1.ª           | 2022-23       | 32    | 15    | 2                | 3                | ―                     | ―                     | 34    | 18    | 0,53            |
| Beşiktaş J. K. Turquía            | 1.ª           | 2023-24       | 34    | 6     | 5                | 3                | 8                     | 1                     | 47    | 10    | 0,21            |
| Beşiktaş J. K. Turquía            | Total club    | Total club    | 165   | 67    | 22               | 18               | 40                    | 12                    | 227   | 95    | 0,42            |
| Fenerbahçe S. K. Turquía          | 1.ª           | 2024-25       | 12    | 1     | 2                | 1                | 8                     | 0                     | 22    | 2     | 0,09            |
| Fenerbahçe S. K. Turquía          | 1.ª           | 2025-26       | 1     | 0     | 0                | 0                | 1                     | 0                     | 2     | 0     | 0               |
| Fenerbahçe S. K. Turquía          | Total club    | Total club    | 13    | 1     | 2                | 1                | 9                     | 0                     | 24    | 2     | 0,08            |
| Total carrera                     | Total carrera | Total carrera | 360   | 127   | 49               | 29               | 53                    | 12                    | 462   | 168   | 0,36            |

## Palmarés

### Títulos nacionales
| Título               | Club           | País    | Año  |
| -------------------- | -------------- | ------- | ---- |
| Superliga de Turquía | Beşiktaş J. K. | Turquía | 2016 |
| Superliga de Turquía | Beşiktaş J. K. | Turquía | 2017 |
| Superliga de Turquía | Beşiktaş J. K. | Turquía | 2021 |
| Copa de Turquía      | Beşiktaş J. K. | Turquía | 2021 |
| Copa de Turquía      | Beşiktaş J. K. | Turquía | 2024 |